# Деминт, Джим
Джеймс Уоррен «Джим» ДеМинт (англ. James Warren "Jim" DeMint, 2 сентября 1951, Гринвилл, Южная Каролина, США) — американский политик, сенатор от штата Южная Каролина с 2005 года, член Республиканской партии.

## Биография
ДеМинт окончил старшую школу Уэйда Хэмптона в Гринвилле в 1969 году. В 1973 году он получил степень бакалавра искусств в Университете Теннесси, в 1981 году — степень магистра делового администрирования в Клемсонском университете. Занимался бизнесом. С 3 января 1999 по 3 января 2005 года ДеМинт являлся членом Палаты представителей США от 4-го округа Южной Каролины. В 2004 году выиграл выборы в Сенат, в 2010 году был переизбран.
В декабре 2012 года ДеМинт, одно из самых заметных лиц Чайной партии в Сенате США, ушел в отставку, чтобы стать президентом Фонда Наследие (Heritage Foundation) консервативного аналитического центра.  
Дата окончания полномочий — 3 января 2017 года.
Исповедует пресвитерианство. По профессии — консультант по маркетингу.